# Школьное образование в Исландии

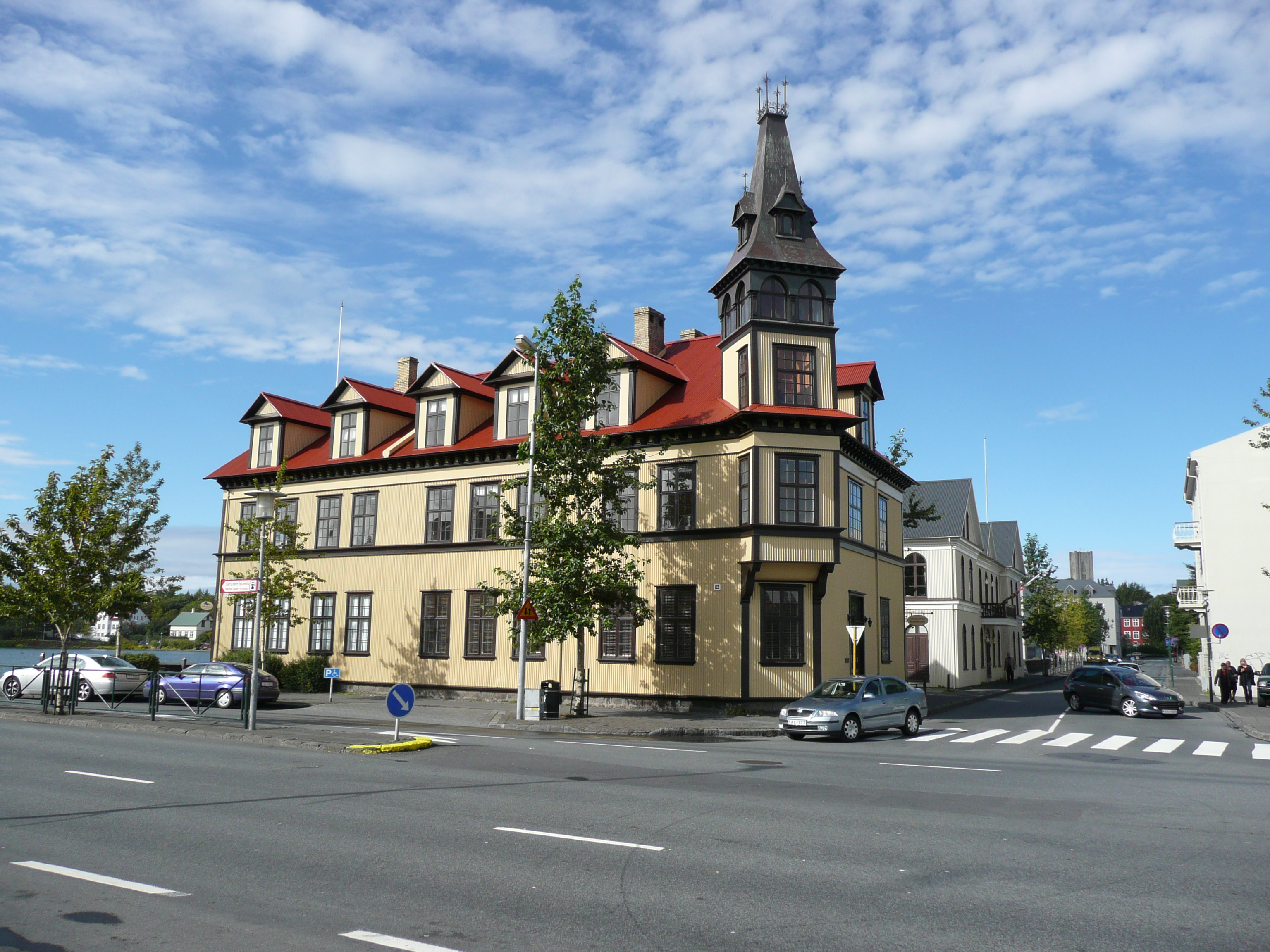
Частная обязательная школа Тьяднарскоули у озера Тьёднин в Рейкьявике

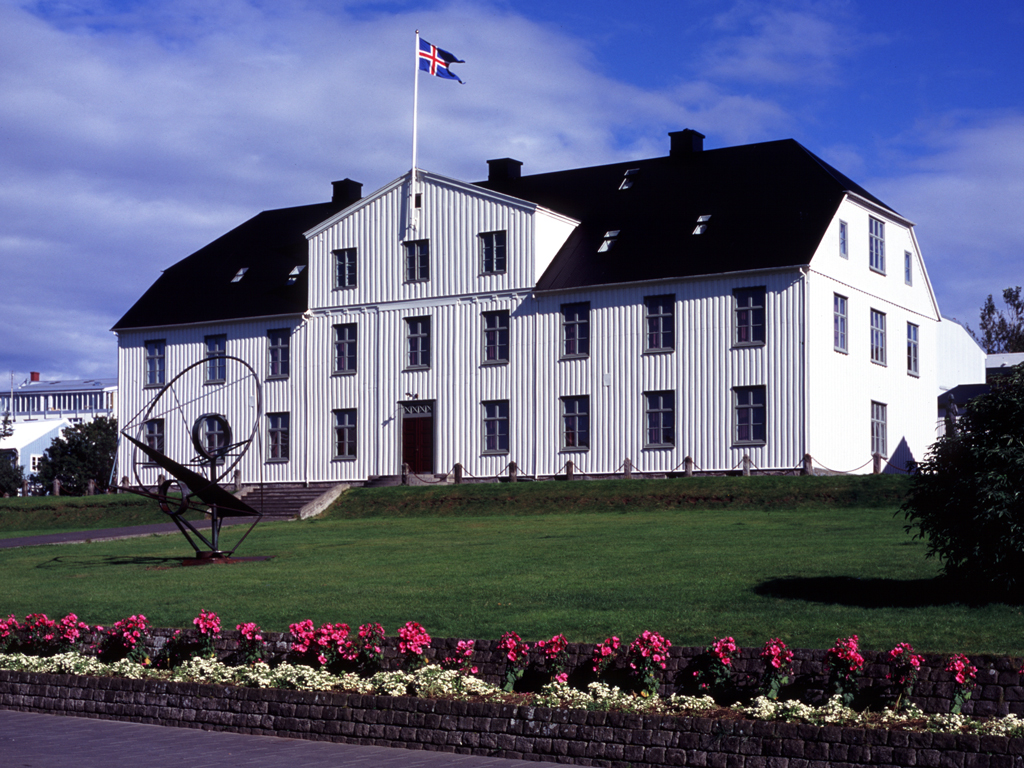
Средняя школа второй ступени в Рейкьявике (MR)

Школьное образование в Исландии находится в ведении и на содержании властей общин и Министерства образования и по делам детей. Дети в возрасте от 6 до 16 лет обязаны учиться в обязательной школе (исл. grunnskóli) — начальной и неполной средней школе (1—10-й классы). По окончании обязательной школы ученики могут продолжить обучение в средней школе второй ступени (framhaldsskóli).

## Обязательная школа
По закону 1907 года обучение детей 10—14 лет является обязательным. В 1974 году путём объединения начальной и средней первой ступени создана единая обязательная (базовая) школа. С 1982 года срок обязательного образования — 9 лет (от 7 до 16 лет), с 1990 года — 10 лет (от 6 до 16 лет). Министерство образования и по делам детей формирует государственный учебный план обязательного образования. Обучение делится на три ступени: начальная ступень обязательной школы включает 1—4-й классы, средняя — 5—7-й классы, старшая — 8—10-й классы. Минимальная продолжительность учебного года — девять месяцев (с августа по июнь). Годовое количество учебных дней — 180. Учатся пять дней в неделю, суббота и воскресенье — выходные дни. Есть рождественские и пасхальные каникулы. Учебный день непрерывный с переменами и перерывом на обед. Учебные материалы для учащихся являются бесплатными. Обучение в муниципальных школах — бесплатное.
Отметки в обязательной школе не ставятся. В конце каждого семестра проводится оценка знаний или экзамен по каждому предмету для контроля качества знаний учащихся. После 4, 7 и 10-го классов организуются стандартные экзамены.

## Вторая ступень среднего образования
По окончании обязательной школы ученики могут продолжить обучение на второй (или старшей) ступени среднего образования. Вторая ступень среднего образования не является обязательной.
Средние школы второй ступени по-разному называются: fjölbrautaskóli, framhaldsskóli, iðnskóli, menntaskóli и verkmenntaskóli.
В Исландии по состоянию на 2025 год — 38 школ второй ступени среднего образования.